# C++ Report
A C ++ Report kéthavonta megjelenő szakmai számítógépes magazin volt, amelyet a SIGS Publications Group adott ki. Szerkesztette: Robert Murray, Stanley B. Lippman, Douglas C. Schmidt, Brad Appleton, Robert Cecil Martin és Herb Sutter, és célja a C++ programozási nyelvvel kapcsolatos különféle kérdések ismertetése volt. A C ++ -val kapcsolatos fontos kiadványként ismerték el.

## Jelentősebb közreműködők
- Douglas C. Schmidt
- Robert Cecil Martin
- Scott Meyers
- Tom Cargill
- Jim Coplien (a.k.a. James O. Coplien)
- David Abrahams
- Andrew Koenig

## Fordítás
- Ez a szócikk részben vagy egészben  a   C++ Report című angol Wikipédia-szócikk ezen változatának fordításán alapul.  Az eredeti cikk szerkesztőit annak laptörténete sorolja fel. Ez a jelzés csupán a megfogalmazás eredetét és a szerzői jogokat jelzi, nem szolgál a cikkben szereplő információk forrásmegjelöléseként.